# Червона лінія (Вашингтонський метрополітен)
Червона лінія Вашингтонського метрополітену (англ. Red Line (Washington Metro)) — одна з ліній метро у столиці Сполучених Штатів, місті Вашингтон. Найстаріша та найзавантаженіша лінія метро у місті, також Червона лінія єдина, що не має спільних з іншими лініями ділянок.

## Історія
Будівництво лінії почалося 9 грудня 1969 року на місці майбутньої станції «Джудішері-сквер». Початкова ділянка з 5 станцій та 7,4 км відкрилася 27 березня 1976 року, без станції «Гелері-плейс» яка відкрилася у грудні того ж року. Північно-західна ділянка лінії розширювалася в декілька етапів; на 1 станцію в 1977 році, на три станції в 1981 році та на дев'ять станцій в 1984. Північно-східна ділянка лінії також відкривалася не одразу; в 1978 році були відкриті чотири станції, в 1990 ще дві та одна в 1998 році. Останній раз нова станція на лінії була відкрита в 2004 році, та стала першою новою станцією відкритою на діючій ділянці Червоної лінії.

### Зіткнення потягів в 2009 році
Докладніше: Зіткнення у Вашингтонському метро (2009)
22 червня 2009 року о 17:03 сталося зіткнення потягів між станціями «Такома» та «Форт-Тоттен», унаслідок якого загинуло 9 осіб (8 пасажирів та машиніст потягу) та приблизно 70 були травмовані. Аварія сталася через несправний рейковий ланцюг що є частиною системи автоматичного ведення потягів яка допомагає машиністу керувати складом. Система вчасно не попередила машиніста про потяг що зупинився на станції, і потяг на повній швидкості його наздогнав. Аварія стала найбільшою за кількістю жертв у Вашингтонському метро.  Рух потягів поновився лише 27 червня, спочатку зі зменшеною швидкістю. 

## Лінія
Лінія побудована у вигляді видовженої вузької латинської літери U, де переважно підземна центральна ділянка розташована у Вашингтоні, а  переважно наземні станції розташовані в окрузі Монтгомері що у Меріленді.

### Станції
Станції з північного заходу на північний схід.
| Червона лінія                                                       |                                                                |                                                              |                                   |                   |          |
| Станція                                                             | Пересадка                                                      | Розташування                                                 | Тип                               | Дата відкриття    | Світлина |
| «Шейді-Гроув» (англ. Shady Grove)                                   |                                                                | Невключена територія Дервуд, округ Монтгомері, Меріленд      | Наземна з острівною платформою    | 15 грудня 1984    |          |
| «Роквілл» (англ. Rockville)                                         | Залізнична станція потягів Amtrak та MARC Train                | Місто Роквілл, Меріленд                                      | Наземна з острівною платформою    | 15 грудня 1984    |          |
| «Твінбрук» (англ. Twinbrook)                                        |                                                                | Твінбрук, передмістя Роквілла, Меріленд                      | Наземна з острівною платформою    | 15 грудня 1984    |          |
| «Вайт-Флінт»                                                        |                                                                | Невключена територія Північна Бетезда, Меріленд              | Наземна з острівною платформою    | 15 грудня 1984    |          |
| «Гросвенор-Стретмор» (англ. Grosvenor–Strathmore)                   |                                                                | Невключена територія Північна Бетезда, Меріленд              | Наземна з острівною платформою    | 25 серпня 1984    |          |
| «Медичний центр» (англ. Medical Center)                             |                                                                | Бетесда, Меріленд                                            | Підземна з острівною платформою   | 25 серпня 1984    |          |
| «Бетесда» (англ. Bethesda)                                          |                                                                | Бетесда, Меріленд                                            | Підземна з острівною платформою   | 25 серпня 1984    |          |
| «Френдшип-Хайтс» (англ. Friendship Heights)                         |                                                                | На межі Вашингтону та округу Монтгомері                      | Підземна з острівною платформою   | 25 серпня 1984    |          |
| «Тенлітаун-АУ» (англ. Tenleytown–AU)                                |                                                                | Вісконсин-авеню, Вашингтон                                   | Підземна з острівною платформою   | 25 серпня 1984    |          |
| «Ван-Несс-UDC» (англ. Van Ness–UDC)                                 |                                                                | Коннектикут-авеню, Вашингтон                                 | Підземна з острівною платформою   | 5 грудня 1981     |          |
| «Клівленд-парк» (англ. Cleveland Park)                              |                                                                | Коннектикут-авеню, Вашингтон                                 | Підземна з острівною платформою   | 5 грудня 1981     |          |
| «Вудлі-парк» (англ. Woodley Park)                                   |                                                                | Вудлі-роуд, Ванингтон                                        | Підземна з острівною платформою   | 5 грудня 1981     |          |
| «Дюпон-Серкл» (англ. Dupont Circle)                                 |                                                                | 20-та вулиця, Вашингтон                                      | Підземна з береговими платформами | 17 січня 1977     |          |
| «Північний Фаррагут» (англ. Farragut North)                         |                                                                | Коннектикут-авеню, Вашингтон                                 | Підземна з острівною платформою   | 27 березня 1976   |          |
| «Метро-центр» (англ. Metro Center)                                  | На однойменну станцію Блакитної, Помаранчевої та Срібної ліній | 13-та вулиця, Вашингтон                                      | Підземна з береговими платформами | 27 березня 1976   |          |
| «Гелері-плейс» (англ. Gallery Place)                                | На однойменну станцію Зеленої та Жовтої ліній                  | Ейч-стріт, Вашингтон                                         | Підземна з береговими платформами | 15 грудня 1976    |          |
| «Джудішері-сквер» (англ. Judiciary Square)                          |                                                                | Еф-стріт, Вашингтон                                          | Підземна з береговими платформами | 27 березня 1976   |          |
| «Юніон-стейшн» (англ. Union Station)                                | Центральний залізничний вокзал                                 | 1-ша вулиця, Вашингтон                                       | Підземна з острівною платформою   | 27 березня 1976   |          |
| «НоМа — Університет Галлоде» (англ. NoMa–Gallaudet U)               |                                                                | Флорида-авеню, Вашингтон                                     | Наземна з острівною платформою    | 20 листопада 2004 |          |
| «Род-айленд-авеню — Брентвуд» (англ. Rhode Island Avenue–Brentwood) |                                                                | Род-айленд-авеню, Вашингтон                                  | Естакадна з острівною платформою  | 27 березня 1976   |          |
| «Брукленд – Католицький університет Америки» (англ. Brookland–CUA)  |                                                                | Мічиган-авеню, Вашингтон                                     | Наземна з острівною платформою    | 6 лютого 1978     |          |
| «Форт-Тоттен» (англ. Fort Totten)                                   | На однойменну станцію Зеленої та Жовтої ліній                  | Галловей-стріт, Вашингтон                                    | Естакадна з острівною платформою  | 6 лютого 1978     |          |
| «Такома» (англ. Takoma)                                             |                                                                | Сідар-стріт, Вашингтон                                       | Наземна з острівною платформою    | 6 лютого 1978     |          |
| «Сілвер-спринг» (англ. Silver Spring)                               | Приміська залізнична лінія                                     | Колсвілл-роуд, Вашингтон                                     | Естакадна з острівною платформою  | 6 лютого 1978     |          |
| «Форест-Глен» (англ. Forest Glen)                                   |                                                                | Переписна місцевість Форест-Глен, округ Монтгомері, Меріленд | Підземна з береговими платформами | 22 вересня 1990   |          |
| «Вітон» (англ. Wheaton)                                             |                                                                | Переписна місцевість Вітон, округ Монтгомері, Меріленд       | Підземна з береговими платформами | 22 вересня 1990   |          |
| «Гленмонт» (англ. Glenmont)                                         |                                                                | Переписна місцевість Гленмонт, округ Монтгомері, Меріленд    | Підземна з острівною платформою   | 25 липня 1998     |          |